# Joan Gaspar de Bothmer
Joan Gaspar de Bothmer (en alemany Hans Caspar von Bothmer) va néixer a Lauenbrück (Alemanya) el 31 de març de 1656 i va morir a Londres el 6 de febrer de 1732. Era un membre de la noblesa de la Baixa Saxònia, fill de Juli August de Bothmer (1620-1703) i de Margarida de Petersdorff (1638-1705).
Va començar la seva carrera a la cort del ducat de Brunswick-Lüneburg, del principat de Calenberg a Hannover. Diplomàtic al servei de Hannover va exercir com a tal a Viena, Berlín, La Haia, París, i finalment a Londres, des d'on va contribuir decisivament a què l'Elector de Hannover es convertís finalment en el rei Jordi I de la Gran Bretanya. Bothmer va romandre fins a la seva mort el 1732 a Londres i va ser el principal assessor del rei, i també Ministre dels assumptes alemanys. Des de 1720 tenia el seu despatx a Downing Street.

## Matrimoni i fills
El 28 de desembre de 1696 es va casar a Dresden amb Gisela Erdmuda de Hoym (1669-1741), filla de Lluís de Hoym (1631-1711) i de Sofia Caterina de Schonfeld (1644-1681). Fruit d'aquest matrimoni en nasqué Carlota Sofia de Bothmer (1697-1748), casada amb Enric II de Reuss-Obergreiz (1696-1722).